# Mobylette

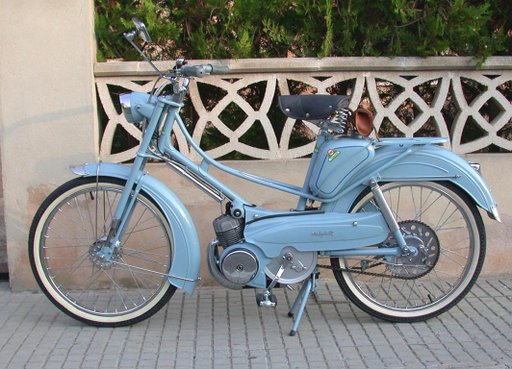
Mobylette AV45

La Mobylette es un ciclomotor que se empezó a fabricar a mediados del siglo XX en España y tuvo gran popularidad.

## Historia

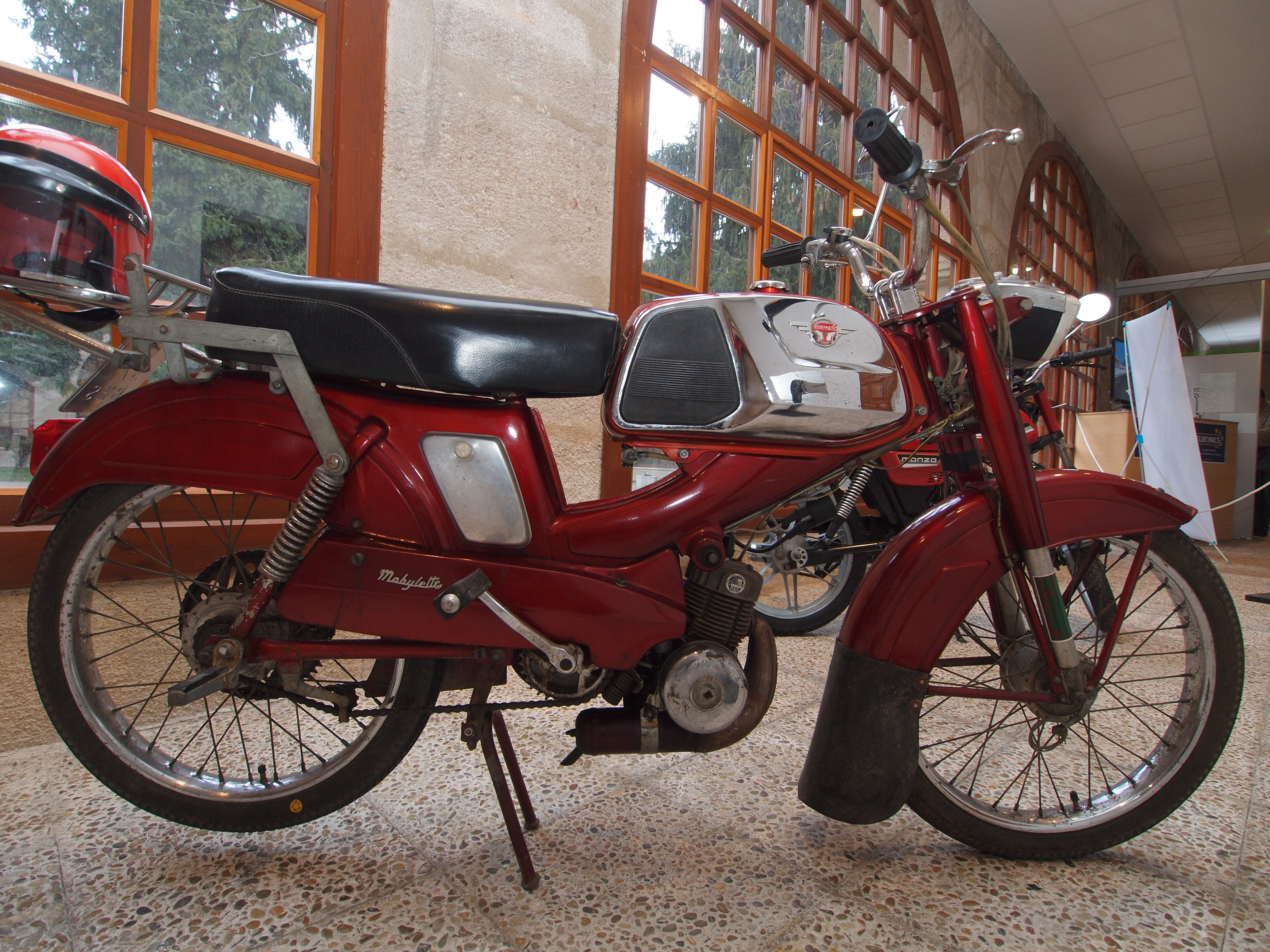
Ciclomotor Mobylette SPR

A comienzos de los años 1920, Charles Benoit y Abel Bardin trabajaban en SICAM (Société Industrielle de Construction d’Automobiles et de Moteurs).
En 1923 abandonaron la fábrica, y se asociaron creando su propia marca llamada "Motobécane". Al año siguiente apareció la primera moticicleta, la MB1 con motor monocilindro de dos tiempos de 175 cc. con correa.
En 1926 crean una marca paralela : Motoconfort y comercializan un nuevo modelo: el 308.
Motobécane diversifica su producción y en los años siguientes aparecen nuevos modelos y motores, como el caso del llamado bloque B, el primer motor propio de 4 cilindros con versiones entre 175 y 500 cc. Este bloque sería reemplazado a partir de 1934 por las nuevas series S (deportiva) y R (carretera).
Con la Guerra se reorienta la producción hacia las pequeñas cilindradas y en 1945 aparece la D45, la moto popular por excelencia.[cita requerida]
Pero el gran éxito de la marca llegó el 1949 con la famosa Mobylette, de la que se fabricaron hasta 14 millones de ejemplares en sus diferentes versiones.

### Mobylette 1949

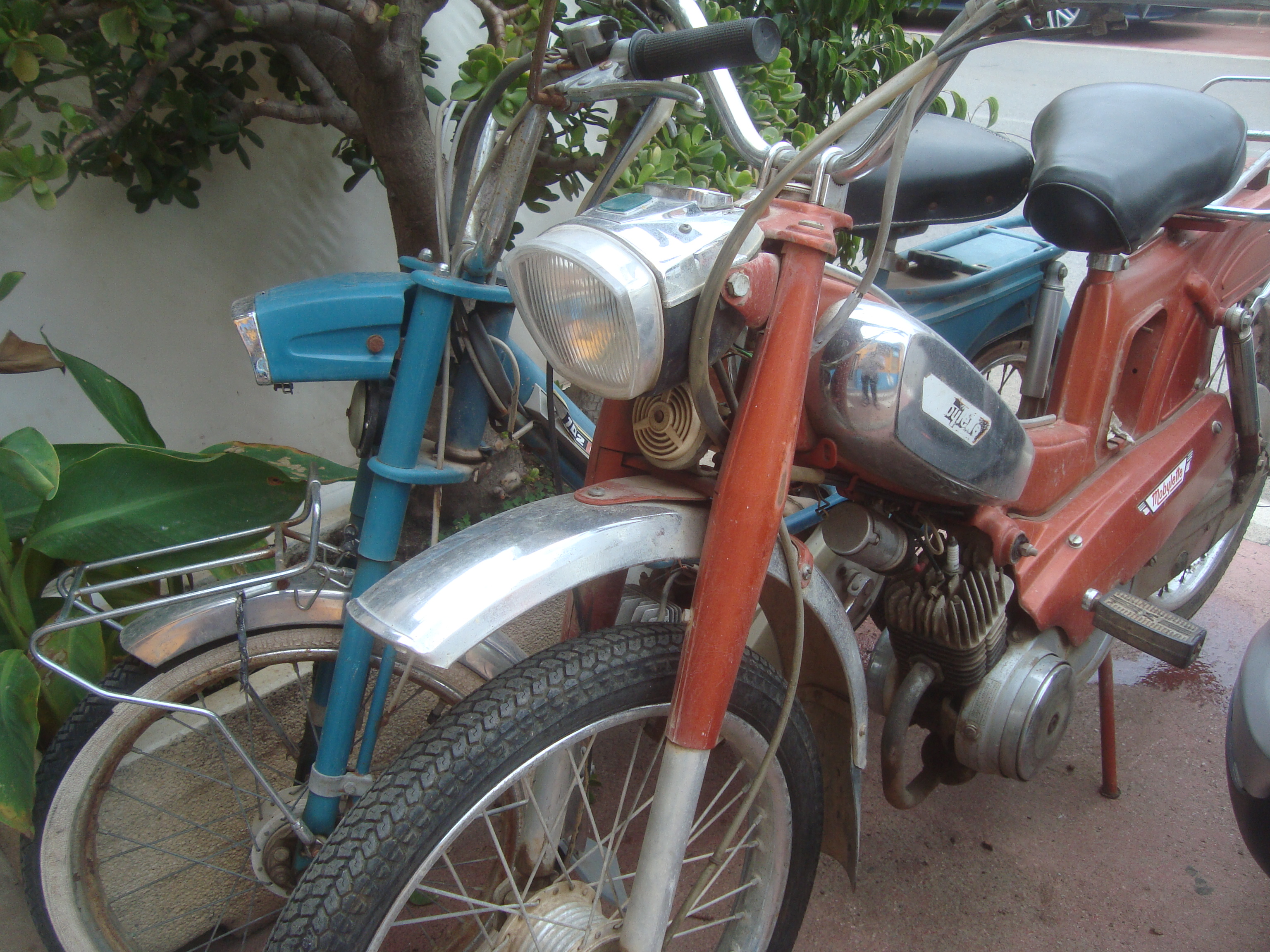
Mobylette, ciclomotores

El primer modelo de la nueva Mobylette se presentó en el Salón de París de la Moto de 1949. Este primer prototipo de posguerra (el AV 3), estaba compuesto sobre la base de la unión de elementos descartados de otras máquinas (como el cuadro reforzado de un modelo de bicicleta de 1938, o el motor del modelo "Poney" de 49 cc). El depósito estaba situado entre el soporte del sillín y el guardabarro posterior. En total, tenía 28 kg de peso y alcanzaba una velocidad máxima de 30 km/h.
Este modelo de base, sin embrague, horquilla ni transmisión, fue mejorado a partir de 1952, con la introducción de piezas de calidad superior en los nuevos modelos. Tal es el caso del AV 31, que incorporó una horquilla telescópica, o el del AV 33, que agregó un embrague automático. La magnífica relación calidad/precio y su facilidad de uso hicieron que el éxito fuese inmediato.[cita requerida]
A comienzos de la años 60 del siglo XX la empresa eibarresa (  Euskadi (España)) Garate, Anitua y Compañía, G.A.C. comienza la producción de Mobylette bajo licencia y este vehículo se hace muy popular en España.

### Últimos años
En los años siguientes aparecieron nuevos modelos; la 125-LT en 1969, las 350 y 500 cc. de tres cilindros en 1973, entre otros. A pesar de todo, la empresa quiebra en 1981 y, adquirida en 1983 por la japonesa Yamaha, continua la producción bajo la nueva marca MBK